# Кардазеу
Кардазе́у (кат. Cardedeu) - муніципалітет, розташований в Автономній області Каталонія, в Іспанії. Код муніципалітету за номенклатурою Інституту статистики Каталонії - 80462. Знаходиться у районі (кумарці) Бальєс-Уріантал (коди району - 41 та VR) провінції Барселона, згідно з новою адміністративною реформою перебуватиме у складі Баґарії (округи) Барселона. 

## Населення
Населення міста (у 2007 р.) становить 15.775 осіб (з них менше 14 років - 17,8%, від 15 до 64 - 69,7%, понад 65 років - 12,5%). У 2006 р. народжуваність склала 220 осіб, смертність - 93 особи, зареєстровано 78 шлюбів. У 2001 р. активне населення становило 6.604 особи, з них безробітних - 606 осіб.

Серед осіб, які проживали на території міста у 2001 р., 9.430 народилися в Каталонії (з них 5.225 осіб у тому самому районі, або кумарці), 2.724 особи приїхали з інших областей Іспанії, а 638 осіб приїхало з-за кордону. 

Університетську освіту має 14,6% усього населення. 

У 2001 р. нараховувалося 4.413 домогосподарств (з них 15,3% складалися з однієї особи, 27,9% з двох осіб,23,6% з 3 осіб, 23,4% з 4 осіб, 7,1% з 5 осіб, 1,9% з 6 осіб, 0,5% з 7 осіб, 0,3% з 8 осіб і 0% з 9 і більше осіб).

Активне населення міста у 2001 р. працювало у таких сферах діяльності : у сільському господарстві - 1,7%, у промисловості - 33,2%, на будівництві - 10,4% і у сфері обслуговування - 54,7%. 

 У муніципалітеті або у власному районі (кумарці) працює 4.369 осіб, поза районом - 3.738 осіб.

### Доходи населення
У 2002 р. доходи населення розподілялися таким чином :
| \| Доходи населення за статтями доходів \| Доходи населення за статтями доходів \| Доходи населення за статтями доходів \| \| Рік \| 2002 р. \| 2001 р. \| \| ------------------------------------ \| ------------------------------------ \| ------------------------------------ \| \| Заробітна платня \| 60,4% \| 62,4% \| \| Доходи від ведення бізнесу \| 29% \| 27,2% \| \| Соціальна допомога \| 10,5% \| 10,4% \| |         |         |
| Доходи населення за статтями доходів |         |         |
| Рік | 2002 р. | 2001 р. |
| Заробітна платня | 60,4%   | 62,4%   |
| Доходи від ведення бізнесу | 29%     | 27,2%   |
| Соціальна допомога | 10,5%   | 10,4%   |

### Безробіття
У 2007 р. нараховувалося 538 безробітних (у 2006 р. - 519 безробітних), з них чоловіки становили 36,2%, а жінки - 63,8%.

## Економіка
У 1996 р. валовий внутрішній продукт розподілявся по сферах діяльності таким чином :
| \| Валовий внутрішній продукт \| Валовий внутрішній продукт \| Валовий внутрішній продукт \| \| Рік \| 1996 р. \| 1991 р. \| \| -------------------------- \| -------------------------- \| -------------------------- \| \| Сільське господарство \| 2% \| 3% \| \| Промисловість \| 39,5% \| 52,2% \| \| Будівництво \| 11,3% \| 8,2% \| \| Послуги \| 47,1% \| 36,6% \| |         |         |
| Валовий внутрішній продукт |         |         |
| Рік | 1996 р. | 1991 р. |
| Сільське господарство | 2%      | 3%      |
| Промисловість | 39,5%   | 52,2%   |
| Будівництво | 11,3%   | 8,2%    |
| Послуги | 47,1%   | 36,6%   |

### Підприємства міста

#### Промислові підприємства
| \| Промислові підприємства міста, за сферою діяльності \| Промислові підприємства міста, за сферою діяльності \| Промислові підприємства міста, за сферою діяльності \| \| Рік \| 2002 р. \| 2001 р. \| \| --------------------------------------------------- \| --------------------------------------------------- \| --------------------------------------------------- \| \| Енергетичні та водні ресурси \| 0,6% \| 0,6% \| \| Хімія та метали \| 6,9% \| 7,6% \| \| Переробка металів \| 45,1% \| 45% \| \| Продукти харчування \| 5,8% \| 5,8% \| \| Текстиль \| 12,7% \| 12,3% \| \| Виробництво меблів, видання \| 17,9% \| 18,1% \| \| Інше \| 11% \| 10,5% \| \| Усього підприємств \| 173 \| 171 \| |         |         |
| Промислові підприємства міста, за сферою діяльності |         |         |
| Рік | 2002 р. | 2001 р. |
| Енергетичні та водні ресурси | 0,6%    | 0,6%    |
| Хімія та метали | 6,9%    | 7,6%    |
| Переробка металів | 45,1%   | 45%     |
| Продукти харчування | 5,8%    | 5,8%    |
| Текстиль | 12,7%   | 12,3%   |
| Виробництво меблів, видання | 17,9%   | 18,1%   |
| Інше | 11%     | 10,5%   |
| Усього підприємств | 173     | 171     |

#### Роздрібна торгівля
| \| Підприємства роздрібної торгівлі міста, за сферою діяльності \| Підприємства роздрібної торгівлі міста, за сферою діяльності \| Підприємства роздрібної торгівлі міста, за сферою діяльності \| \| Рік \| 2002 р. \| 2001 р. \| \| ------------------------------------------------------------ \| ------------------------------------------------------------ \| ------------------------------------------------------------ \| \| Продукти харчування \| 29,3% \| 29,7% \| \| Одяг та взуття \| 14,6% \| 14,7% \| \| Товари для дому \| 18,8% \| 19,8% \| \| Книги та періодичні видання \| 3,3% \| 3% \| \| Промислова хімічна продукція \| 7,1% \| 7,3% \| \| Продукція, пов'язана з транспортними засобами \| 4,2% \| 3,9% \| \| Інше \| 22,6% \| 21,6% \| \| Усього підприємств \| 239 \| 232 \| |         |         |
| Підприємства роздрібної торгівлі міста, за сферою діяльності |         |         |
| Рік | 2002 р. | 2001 р. |
| Продукти харчування | 29,3%   | 29,7%   |
| Одяг та взуття | 14,6%   | 14,7%   |
| Товари для дому | 18,8%   | 19,8%   |
| Книги та періодичні видання | 3,3%    | 3%      |
| Промислова хімічна продукція | 7,1%    | 7,3%    |
| Продукція, пов'язана з транспортними засобами | 4,2%    | 3,9%    |
| Інше | 22,6%   | 21,6%   |
| Усього підприємств | 239     | 232     |

#### Сфера послуг
| \| Підприємства міста, що працюють у сфері послуг, за діяльністю \| Підприємства міста, що працюють у сфері послуг, за діяльністю \| Підприємства міста, що працюють у сфері послуг, за діяльністю \| \| Рік \| 2002 р. \| 2001 р. \| \| ------------------------------------------------------------- \| ------------------------------------------------------------- \| ------------------------------------------------------------- \| \| Гуртова торгівля \| 16,5% \| 17,4% \| \| Готелі та готельний бізнес \| 13% \| 13,5% \| \| Транспорт та зв'язок \| 15% \| 15,1% \| \| Посередницькі фінансові послуги \| 3,5% \| 3,5% \| \| Послуги підприємствам \| 9,1% \| 8,1% \| \| Послуги фізичним особам \| 29,7% \| 29,3% \| \| Нерухомість та ін. \| 13,2% \| 13,1% \| \| Усього підприємств \| 515 \| 482 \| |         |         |
| Підприємства міста, що працюють у сфері послуг, за діяльністю |         |         |
| Рік | 2002 р. | 2001 р. |
| Гуртова торгівля | 16,5%   | 17,4%   |
| Готелі та готельний бізнес | 13%     | 13,5%   |
| Транспорт та зв'язок | 15%     | 15,1%   |
| Посередницькі фінансові послуги | 3,5%    | 3,5%    |
| Послуги підприємствам | 9,1%    | 8,1%    |
| Послуги фізичним особам | 29,7%   | 29,3%   |
| Нерухомість та ін. | 13,2%   | 13,1%   |
| Усього підприємств | 515     | 482     |

## Житловий фонд
У 2001 р. 4,5% усіх родин (домогосподарств) мали житло метражем до 59 м2, 41,3% - від 60 до 89 м2, 29,9% - від 90 до 119 м2 і
24,3% - понад 120 м2.

З усіх будівель у 2001 р. 36,8% було одноповерховими, 42,1% - двоповерховими, 15,9
% - триповерховими, 4% - чотириповерховими, 0,9% - п'ятиповерховими, 0,3% - шестиповерховими,
0% - семиповерховими, 0% - з вісьмома та більше поверхами.

## Автопарк
| \| Автомобілі, зареєстровані у місті, за призначенням \| Автомобілі, зареєстровані у місті, за призначенням \| Автомобілі, зареєстровані у місті, за призначенням \| \| Рік \| 2006 р. \| 2005 р. \| \| -------------------------------------------------- \| -------------------------------------------------- \| -------------------------------------------------- \| \| Приватні автомобілі \| 70,5% \| 71,1% \| \| Мотоцикли \| 9,6% \| 8,8% \| \| Вантажівки \| 16,9% \| 17,1% \| \| Трактори \| 0,4% \| 0,5% \| \| Автобуси та ін. \| 2,6% \| 2,4% \| \| Усього автомобілів \| 10.340 шт. \| 10.002 шт. \| |            |            |
| Автомобілі, зареєстровані у місті, за призначенням |            |            |
| Рік | 2006 р.    | 2005 р.    |
| Приватні автомобілі | 70,5%      | 71,1%      |
| Мотоцикли | 9,6%       | 8,8%       |
| Вантажівки | 16,9%      | 17,1%      |
| Трактори | 0,4%       | 0,5%       |
| Автобуси та ін. | 2,6%       | 2,4%       |
| Усього автомобілів | 10.340 шт. | 10.002 шт. |

## Вживання каталанської мови
У 2001 р. каталанську мову у місті розуміли 96,3% усього населення (у 1996 р. - 96,9%), вміли говорити нею 82,5% (у 1996 р. - 
82,6%), вміли читати 80% (у 1996 р. - 77,8%), вміли писати 58,4
% (у 1996 р. - 53,3%). Не розуміли каталанської мови 3,7%.

## Політичні уподобання
У виборах до Парламенту Каталонії у 2006 р. взяло участь 6.947 осіб (у 2003 р. - 7.205 осіб). Голоси за політичні сили розподілилися таким чином:
| \| Вибори до Парламенту Каталонії \| Вибори до Парламенту Каталонії \| Вибори до Парламенту Каталонії \| \| Рік \| 2006 р. \| 2003 р. \| \| -------------------------------------- \| ------------------------------ \| ------------------------------ \| \| Конвергенція та Єднання (CiU) \| 36% \| 37,5% \| \| Соціалістична партія Каталонії (PSC) \| 22,8% \| 24,8% \| \| Народна партія (PP) \| 8% \| 8,6% \| \| Ініціатива за зелену Каталонію (IC) \| 11,5% \| 8,4% \| \| Республіканська лівиця Каталонії (ERC) \| 16,9% \| 19,2% \| \| Громадянська партія (C's) \| 2,3% \| 0% \| \| Інші \| 2,6% \| 1,6% \| |         |         |
| Вибори до Парламенту Каталонії |         |         |
| Рік | 2006 р. | 2003 р. |
| Конвергенція та Єднання (CiU) | 36%     | 37,5%   |
| Соціалістична партія Каталонії (PSC) | 22,8%   | 24,8%   |
| Народна партія (PP) | 8%      | 8,6%    |
| Ініціатива за зелену Каталонію (IC) | 11,5%   | 8,4%    |
| Республіканська лівиця Каталонії (ERC) | 16,9%   | 19,2%   |
| Громадянська партія (C's) | 2,3%    | 0%      |
| Інші | 2,6%    | 1,6%    |

У муніципальних виборах у 2007 р. взяло участь 6.536 осіб (у 2003 р. - 6.746 осіб). Голоси за політичні сили розподілилися таким чином:
| \| Муніципальні вибори \| Муніципальні вибори \| Муніципальні вибори \| \| Рік \| 2007 р. \| 2003 р. \| \| -------------------------------------- \| ------------------- \| ------------------- \| \| Конвергенція та Єднання (CiU) \| 35,6% \| 34,2% \| \| Соціалістична партія Каталонії (PSC) \| 24,2% \| 25,1% \| \| Народна партія (PP) \| 6,7% \| 6,4% \| \| Ініціатива за зелену Каталонію (IC) \| 8,3% \| 14,3% \| \| Республіканська лівиця Каталонії (ERC) \| 15,8% \| 19,9% \| \| Громадянська партія (C's) \| 0% \| 0% \| \| Інші \| 9,4% \| 0% \| |         |         |
| Муніципальні вибори |         |         |
| Рік | 2007 р. | 2003 р. |
| Конвергенція та Єднання (CiU) | 35,6%   | 34,2%   |
| Соціалістична партія Каталонії (PSC) | 24,2%   | 25,1%   |
| Народна партія (PP) | 6,7%    | 6,4%    |
| Ініціатива за зелену Каталонію (IC) | 8,3%    | 14,3%   |
| Республіканська лівиця Каталонії (ERC) | 15,8%   | 19,9%   |
| Громадянська партія (C's) | 0%      | 0%      |
| Інші | 9,4%    | 0%      |